# Група тридцяти
"Група тридцяти", часто скорочена до "G30", є міжнародним органом провідних фінансистів та науковців, метою якого є поглиблення розуміння економічних та фінансових питань та вивчення наслідків прийняття рішень у державному та приватному секторах, пов'язаних з цими питаннями. Зокрема, інтереси групи включають: валютний ринок, міжнародні ринки капіталу, міжнародні фінансові установи, центральні банки та їх нагляд за фінансовими послугами та ринками, а також макроекономічні питання, такі як ринок товарів та ринку праці.
Група відома за пропаганду змін у глобальному клірингу та безпосередньо у його врегулюванні

## Історія
Група тридцяти була заснована в 1978 році Джеффрі Беллом з ініціативи Фонду Рокфеллера, який також надав початкове фінансування для цього органу. Його першим головою був Йоганн Віттевен, колишній керуючий директор Міжнародного валютного фонду. Нинішній голова G30 - Тарман Шанмугаратнам. Його нинішній голова Опікунської ради — Якоб Френкель.
Група Bellagio, створена австрійським економістом Фріцом Махлюпом, була безпосередньою попередницею Групи тридцяти. Він вперше з'явився у 1963 році, щоб дослідити проблеми міжнародної валюти, зокрема, кризу платіжного балансу, з якою Америка зіткнулася на початку 1960-х років.
У червні 2011 року група випустила звіт, в якому розглядаються останні події у фінансовій кризі 2008 року, в тому числі причини, відповіді та перспективи для Сполучених Штатів та інших ринків.

## Члени
Група складається з тридцяти членів і включає керівників великих приватних банків та центральних банків, а також членів академічних та міжнародних інституцій. Поточні члени групи включають нинішніх та колишніх керівників центральних банків Аргентини, Бразилії, Великої Британії, Канади, Китаю, Франції, Німеччини, Індії, Ізраїлю, Італії, Японії, Мексики, Польщі, Сінгапуру, Іспанії та Швейцарії, як а також два голови Федерального резервного банку Нью-Йорка, два голови Європейського центрального банку, голова Базельського комітету з банківського нагляду, два голови Банку міжнародних розрахунків, два головних економіста Міжнародного валютного фонду, головний економіст Світового банку та колишній президент Мексики. Вона проводить два повні збори щороку, а також організовує семінари, симпозіуми та навчальні групи. Заснований у Вашингтоні.